# Šašikvara
Šašikvara (abchazsky Шьашьикәара, gruzínsky a megrelsky შაშიკვარა – Šašikvara) je vesnice v Abcházii v okrese Gali. Těsně přiléhá k okresnímu městu Gali, s kterým sousedí severním směrem. Na západě sousedí také s Riapem, na severu kromě s Galem i s Šašalatem v okrese Očamčyra, které odděluje řeka Chob, na východě s Machundžrou a s Čuburchindžem a na jihu se Sidou.
Oficiálním názvem obce je Vesnický okrsek Šašikvara (rusky Шашикуарская сельская администрация, abchazsky Шьашьикәара ақыҭа ахадара). Za časů Sovětského svazu byl okrsek součástí Machundžijského selsovětu (Махунджийский сельсовет).

## Části obce
Součástí Šašikvary jsou následující části:
- Šašikvara (Шьашьикәара)
- Mziuri (Мзиури) – gruz. მზიური
- Patrachuca (Патрахәыҵа) – gruz. პატრახუწა

## Historie
Šašikvara byla v minulosti součástí gruzínského historického regionu Samegrelo, od 17. století Samurzakanu. Po vzniku Sovětského svazu byla vesnice součástí Abchazské ASSR. Téměř celá populace byla gruzínské národnosti. Obec spadala pod okres Gali. V sovětské éře byla obec, jež časem prakticky srostla s rozvíjejícím se okresním městem Gali, součástí Machundžry.
Během války v Abcházii v letech 1992–1993 byla obec ovládána gruzínskými vládními jednotkami. Na konci této války zdejší obyvatelé uprchli z Abcházie. Tři pětiny se po skončení bojů vrátily a ocitly pod vládou separatistické Abcházie. Později byla Šašikvara s M?ziuri a Patrachucou od Machundžry osamostatněna.
Dle Moskevských dohod z roku 1994 o klidu zbraní а o rozdělení bojujících stran byla Šašikvara začleněna do nárazníkové zóny, kde se o bezpečnost staraly mírové vojenské jednotky SNS v rámci mise UNOMIG. Mírové sbory Abcházii opustily poté, kdy byla v roce 2008 Ruskem uznána nezávislost Abcházie.

## Obyvatelstvo
Dle nejnovějšího sčítání lidu z roku 2011 je počet obyvatel této obce 1447 a jejich složení následovné:
- 1420 Gruzínů (98,1 %)
- 20 Rusů (1,4 %)
- 4 Abchazové (0,3 %)
- 3 příslušníci ostatních národností (0,2 %)

Před válkou v Abcházii žilo v obci 715 obyvatel, v příslušných vsích Machundžijského selsovětu celkem 2511 obyvatel.